# القنية (درعا)
القنية قرية سورية في محافظة درعا تقع على الطريق القديم الواصل بين العاصمة دمشق (تبعد عن دمشق ما يقارب 55 كم) ومدينة درعا (تبعد القنية عن مدينة درعا ما يقارب 45 كم تقريبا) حيث تقع في موقع إستراتيجي وتوجد فيها عقدة مواصلات (تصل هذه العقدة إلى كل من القرى الواقعة في الجهة الغربية من القرية__إنخل + جاسم + الحارة__وإلى القرى الواقعة في الجهة الجنوبية للقرية على طريق المؤدي ألى مدينة درعا كما تعد ممرا إلى قرية تبنه شرقا.
تتميز القنية بجو جميل جدا تنتشر فيها الزراعات المروية والبعلية يمر من خلالها وادي موسمي كما تتميز القنية بغناها بالمياه الجوفية (حيث تم حفر 7أبارلتغطية احتياجات مدينة الصنمين الواقعة إلى الجهة الشمالية تبعد مسافة 5 كم من قرية القنية.

## السكان
أما بالنسبة للسكان فيقدر تعداد سكانها ما يقارب 12000 نسمة.

## المعالم والتاريخ
يوجد في القنية أثار ومعالم أهمها منزل (بيت شعبي) تاريخي مكون من دورين تميزه عدد من القناطر المتداخلة وواجهة فريدة، وفي المقابل هناك الجامع القديم وبناءه الأثري ويتكون من رواقين من القناطر الجميلة وسقف من الربد من البازلت وترتفع مئذنته 15 مترآ وهناك بعض الاثار هنا وهناك.
يوجد فيها ثلاثة مساجد ووحدة إرشادية ومركز صحي بالإضافة إلى مجلس بلدي يتم انتخابه من قبل سكان القرية كما تتميز بخدماتها الجيدة من حيث (الكهرباءوالماء والهاتف والصرف الصحي) حيث تصل هذه الخدمات إلى كل المنازل في القرية كما توجد فيها ثلاث مدارس ابتدائية واعداية وثانوي ممتازة التجهيز ومكونه من طابقين إلى .